# Adolf Hoppe
Adolf Hoppe (* 15. Juli 1867 in Bad Kissingen; † 23. Mai 1936 in Freiburg im Breisgau) war ein deutscher Organist und Musikpädagoge.
Hoppe studierte an den Konservatorien von Karlsruhe und Leipzig. Nach kurzer, nur vorübergehender Tätigkeit am Theater wirkte er als Musiklehrer in Freiburg. 1892 wurde er Lektor für Musik an der Universität Freiburg. Daneben wirkte er als Organist an der Lutherkirche, der Synagoge Freiburg und der Pauluskirche. Darüber hinaus war Hoppe Leiter des Akademischen Gesangvereins und einer Kammermusikvereinigung in Freiburg.